# Metropolitan statistical area
Metropolitan Statistical Area (MSA) är i USA en benämning på området i och kring en större stad. Området har en viss yta och ett visst invånarantal som redovisas i befolkningsstatistiken. Vanligtvis sträcker sig området långt utanför stadens gränser. Ibland har metropolitan statistical area samma gränser som det county den större staden i fråga ligger i (till exempel Imperial County där El Centro är huvudort).
Ett Metropolitan statistical area kännetecknas av ett sammanhängande område med hög befolkningstäthet, med en urban kärna. Det urbana kärnområdet (urban area) skall ha minst 50 000 invånare. De countyn som utgör huvuddelen av MSA:t kallas central counties och de countyn som ligger i utkanterna benämns outlying counties.